# Aarão Ha Levy
 Aarão Ha Levy  ou Aaron Ha-Levi de Barcelona como é referênciado na Enciclopédia judia (1235 – c. 1290) (Hebraico: אהרן הלוי) foi um célebre rabino do século XIII e Talmudista espanhol. Natural de Barcelona ou do sul da França. Deixou muitas obras literárias de valor destacando-se entra elas o primeiro livro de instruções religiosas para os judeus da Idade Média. 